# Українська мова без табу
«Українська мова без табу. Словник нецензурної лексики та її відповідників. Обсценізми, евфемізми, сексуалізми» — словник української докторки філологічних наук Лесі Ставицької; видана київським видавництвом «Критика» у 2008 році.
Автор словника подає опис обсценних слів і висловів та їх евфемізмів, зокрема еротичної лексики, сексуального сленґу, зафіксованих у різнотипних словниках української мови, що побутують в усному мовленні, художній літературі, публіцистиці, традиційному сороміцькому (еротичному) та сучасному міському фольклорі.
Словник містить точний опис близько 5 тис. слів і стійких словосполучень, подає їх стилістичні характеристики, довідки про походження та історико-культурний коментар, а також фіксує випадки нестандартного "ігрового" вживання.